# Урсул Василь Миколайович
Урсул Василь Миколайович (28 вересня 1932, містечко Секуряни Бессарабії, нині м. Сокиряни Чернівецька область) — 28 квітня 2014) — український педагог, громадсько-політичний діяч.

## Біографія
Василь Урсул народився 28 вересня 1932 року в містечку Секуряни в Бессарабії, нині м. Сокиряни Чернівецької області Україна. Навчався на історико-філологічному факультеті Чернівецького учительського інституту. У 1953 році розпочав педагогічну діяльність у Турятській семирічній школі Герцаївського району Чернівецької області. Служив в Радянській Армії в полковій танковій школі Нижнього Тагілу, відтак — у Казані. Звільнився в запас у чині молодшого лейтенантна. Працював у школах сіл Гвіздівці, Олексіївка Сокирянського району. Заочно закінчив Станіславський (нині Івано-Франківський) педінститут. В 1961 р. призначений директором Шебутинецької восьмирічної школи (Сокирянський район). Згодом працював інспектором у Сокирянському районному відділі освіти, завідувачем кабінету політосвіти, заступником завідувача відділу пропаганди і агітації Сокирянського райкому Компартії України, вчителем Сокирянської середньої школи № 2.

## Громадська діяльність
Багато років — заступник голови Сокирянського осередку Всеукраїнського Товариства «Просвіта» ім. Т. Г. Шевченка. Активно пропагує, як публіцист виступає на захист української мови на сторінках газет «Дністрові зорі» Сокиряни, «Буковина» Чернівці, «2000» Київ та інших видань.

## Публіцистика Василя Урсула
- Хто підштовхує Україну до гуманітарного краху?.
- Заговори, і я скажу, хто ти.
- Очистити криницю душі своєї.
- Спочатку було слово.
- Чия мова, того і влада.
- Мова — всьому основа.
- Двомовнісь та дволикість, як два чоботи пара.
- Слово рідне, мова рідна. Хто ми без них?.
- Про «справведливого» Мороза та несправедливу його мовну позицію.
- Шануймо мову — держави нашої основу…

Василь Урсул підготував до друку публіцистичну книгу «Рідна мова калинова», передмову до якої написав член Національної спілки письменників України Іван Нагірняк.

## Про творчість
Не всім читачам подобаються його думки і судження, інколи і позиція. І це природно. Бо кожен маєправо на власну думку, яку формуєсвідомість, переконання, індивідуальне життя. Про це свідчать дискусії, які відбулись на сторінках районної газети «Дністрові зорі», обласної — «Буковина» та всеукраїнської — «2000».
[Письменник Іван Нагірняк про Василя Урсула].